# ベトナム航空815便墜落事故
ベトナム航空815便墜落事故は、1997年9月3日に乗客60人と乗務員6人など66人を乗せホーチミンのタンソンニャット国際空港を出発して、カンボジアのプノンペン国際空港に到着する予定だったが、悪天候で無理な着陸を試みた末に墜落し、乗員乗客65人が死亡した航空事故である。

## 事故機の機体情報

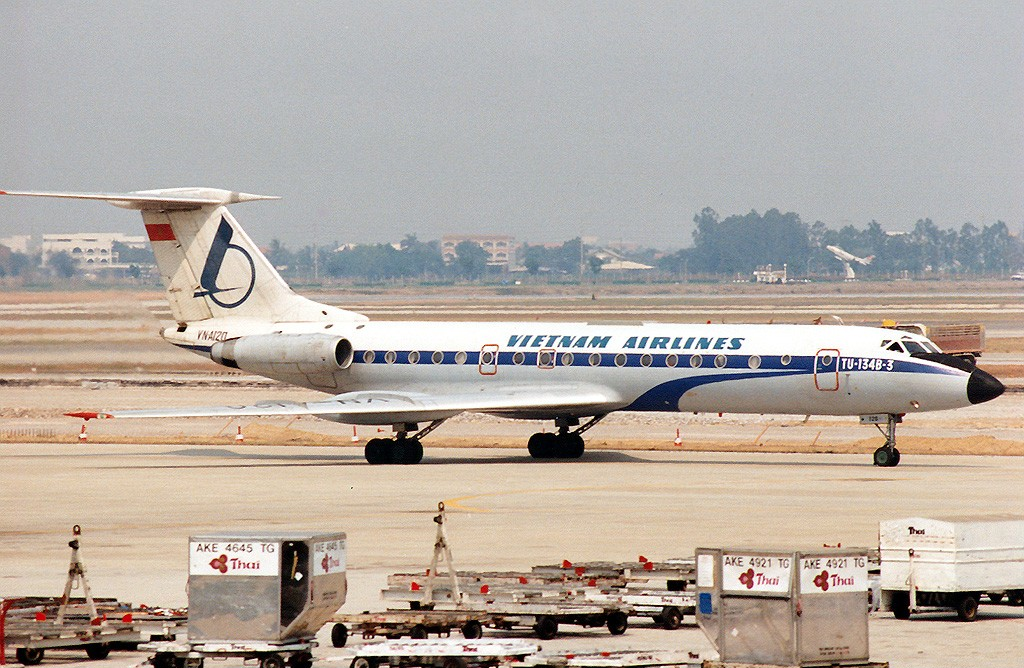
1992年に撮影された事故機

- 航空会社  ： ベトナム航空
- 機種  ： Tu-134
- 製作年度  ： 1984年
- 登録コード  ：VN-A120
- 出発地  ：ホーチミン
- 到着予定地  ：プノンペン
- 乗客  ：乗客60人、乗員6人
- 死亡と生存者  ：死亡65人、生存者1人

## 搭乗者名簿
| 国籍           | 乗客 | クルー | 合計 |
| -------------- | ---- | ------ | ---- |
| 台湾           | 22   | 0      | 22   |
| 韓国           | 21   | 0      | 21   |
| 香港           | 4    | 0      | 4    |
| ベトナム       | 2    | 6      | 8    |
| カンボジア     | 3    | 0      | 3    |
| オーストラリア | 1    | 0      | 1    |
| 中国           | 2    | 0      | 2    |
| 日本           | 1    | 0      | 1    |
| イギリス       | 1    | 0      | 1    |
| カナダ         | 2    | 0      | 2    |
| マカオ         | 1    | 0      | 1    |
| 合計           | 60   | 6      | 66   |

## 事故の概要
事故直前には、敷地内の熱帯降雨による突然の暗い雲と大雨を伴う悪天候の発生があった。着陸する二分前には小ぶりだった雨は激しくなり、視界は急速に悪化した。副操縦士と機関士は滑走路が見えないことに不安を感じ、機長に着陸復行を提案したが、機長は耳を貸さず、副操縦士に滑走路を探すよう命じた。墜落する直前、副操縦士はたまらず「ダメです…（滑走路が）見えません、機長！（着陸を）やり直しましょう！（Don't see, don't see, captain! Turn back!）」と叫んだが、時すでに遅く、滑走路前にあったヤシの木に激突した。機長はようやく着陸復行を決断するが、すでに左翼を損失しており操縦が効かず、田園に墜落した。

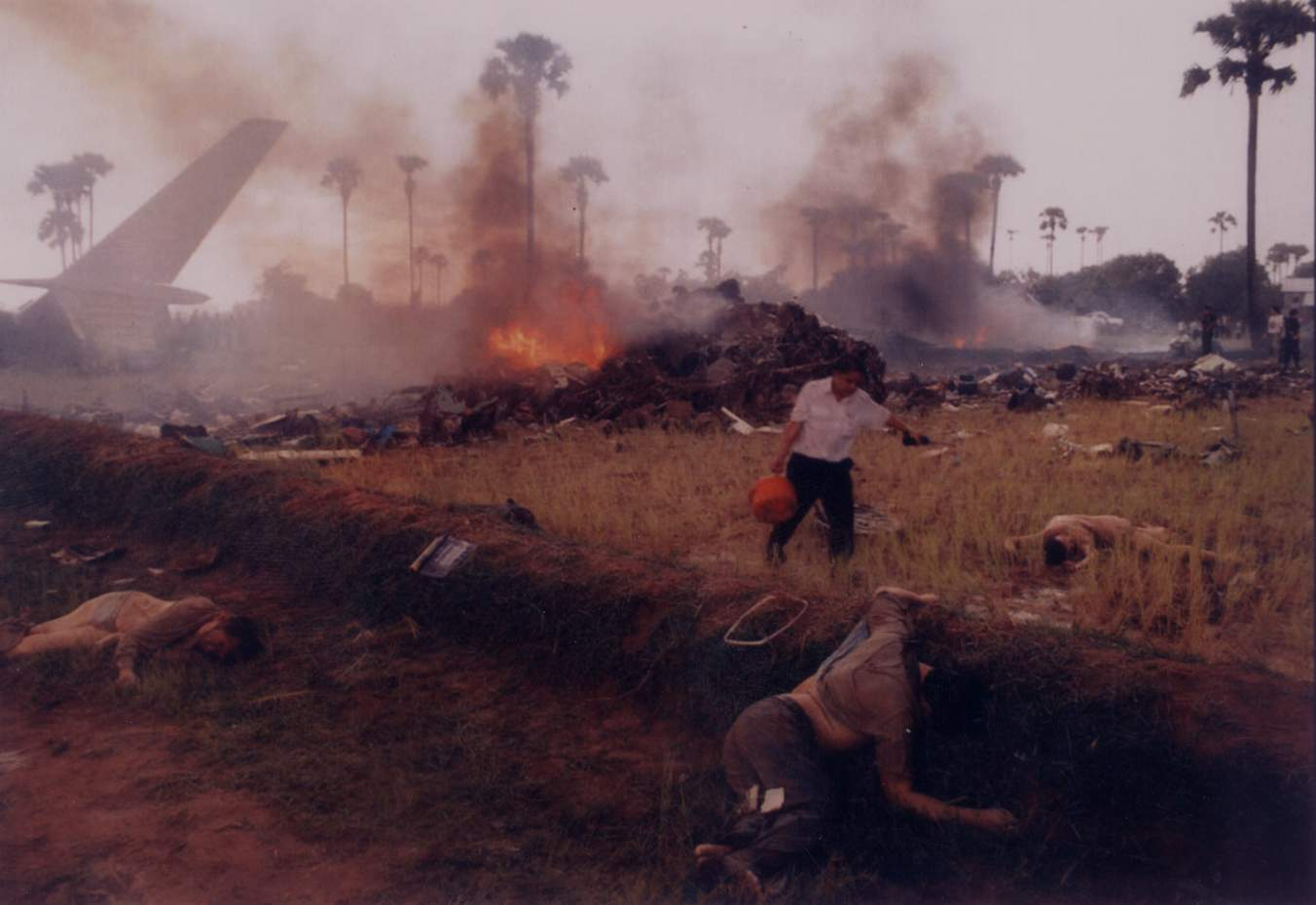
事故現場

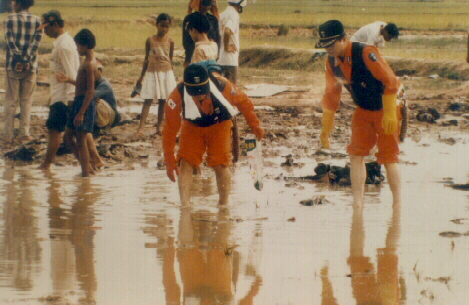
救助活動

事故直後には5人の生存者がいたが、最終的に生き延びたのは当時1歳だったタイ出身の男児のみであった。
この事故は2020年現在、カンボジア最悪の事故である。

## 事故原因
カンボジアの事故調査委員会は、機長が副操縦士の進言を無視して着陸を強行したことが原因だと断定した。機体や計器には異常はなく、操縦士の健康状態も良好であった。
ベトナム航空側は、空港の設備が旧式だったことと、管制官が間違った気象情報を離陸直前に乗務員に与えたことが事故の原因であると主張したが、この主張は退けられている。